# Naima
Naima (em árabe: النعيمة) é uma comuna localizada na província de Tiaret, Argélia. Sua população estimada em 2008 era de 7 569 habitantes.